# Лампежев, Мулид Мусабиевич
Мулид Мусабиевич Лампежев (род. 9 июня 1984, Исламей, Кабардино-Балкарская АССР) — российский борец вольного стиля, призёр Кубка мира в команде, призёр чемпионатов России.

## Карьера
Является воспитанником кабардино-балкарской школы вольной борьбы. В марте 2009 года в Тегеране в составе сборной России стал бронзовым призёром Кубка мира. В мае 2012 года в Санкт-Петербурге, одолев в схватке за 3 место Дарсама Джапарова, стал бронзовым призёром чемпионата России.

## Спортивные результаты
- Чемпионат России по вольной борьбе 2008 — ;
- Кубок мира по борьбе 2009 (команда) — ;
- Кубок мира по борьбе 2009 — 10;
- Чемпионат России по вольной борьбе 2012 — ;
- Чемпионат России по вольной борьбе 2016 — 5;